# Cá chạch lá tre
Cá chạch lá tre (danh pháp hai phần: Macrognathus siamensis) là một loài cá nhiệt đới thuộc họ Mastacembelidae. Nó là loài cá cảnh.
Macrognathus siamensis có chiều dài tối đa 30 xentimét (12 in). M. siamensis là cá nước ngọt, được tìm thấy ở tầng đáy. Nó sinh sống ở các sông Đông Nam Á, bao gồm sông Mekong, Chao Phraya, và Mae Klong. Ban ngày, Macrognathus siamensis vùi mình dưới đáy sông, ban đêm chui ra ăn côn trùng, giáp xác và giun.